# شون تايلور (لاعب كرة قدم بريطاني)
شون تايلور (بالإنجليزية: Shaun Taylor)‏ (26 فبراير 1963 في المملكة المتحدة - ) هو لاعب كرة قدم بريطاني في مركز الدفاع. لعب مع سويندون تاون ونادي إكزتر سيتي ونادي بريستول سيتي وBideford A.F.C. ‏ وSt Blazey A.F.C. ‏.

## وصلات خارجية
- شون تايلور (لاعب كرة قدم بريطاني) على موقع قاعدة بيانات كرة القدم.إي يو (الإنجليزية)
- شون تايلور (لاعب كرة قدم بريطاني) على موقع Soccerbase.com (لاعب) (الإنجليزية)
- شون تايلور (لاعب كرة قدم بريطاني) على موقع عالم كرة القدم.نت (الإنجليزية)